# Ricklingen
Ricklingen è un quartiere (Stadtbezirk) della città di Hannover, nel land della Bassa Sassonia, in Germania.

## Storia
Già comune autonomo nel circondario di Linden, fu soppresso e incorporato a Linden nel 1913. Il 1º gennaio 1920 Ricklingen, insieme con Linden, fu unito ad Hannover.
Costituisce il IX quartiere (Stadtbezirke) di Hannover.